# Johannes Gerardus Rijk Vos
Johannes Gerardus Rijk Vos (Grave, 1 september 1901 – 14 september 1989) was een Nederlands politicus van de Vrijzinnig-Democratische Bond (VDB).

## Levensloop
Hij werd geboren als zoon van Willem Vos (1870-1924) en Johanna Jantine van Linge (1873-1939). Zijn vader was geneesheer-directeur van het Rijkskrankzinnigengesticht in Grave en werd rond 1908 geneesheer-directeur van de Psychiatrische Inrichting Maasoord in Poortugaal. Zelf deed hij het gymnasium in Rotterdam en ging vervolgens rechten studeren aan de Rijksuniversiteit Leiden. Na het overlijden van zijn vader in 1924 verhuisde het gezin naar Groningen waar hij in 1925 is afgestudeerd. Vervolgens was hij zeven jaar werkzaam bij een bank- en assurantiekantoor in Rotterdam. Eind 1933 keerde hij opnieuw terug naar de provincie Groningen waarna hij als volontair ging werken bij eerst de gemeentesecretarie van Bedum en later bij die van Delfzijl.

### Benoeming tot burgemeester
In mei 1939 werd Vos benoemd tot burgemeester van Eenrum, op 19 mei dat jaar werd hij bij een raadsvergadering officieel geïnstalleerd. Afgezien van de periode 1944-1945 zou hij daar 15 jaar burgemeester blijven. In 1954 volgde zijn benoeming tot burgemeester van de Gelderse gemeente Lienden. Hij ging daar in 1966 met pensioen.

### Privé
In 1939 trad Vos in Doesburg in het huwelijk met Nellij Brand. In 1983 overleed zijn vrouw en stelde haar lichaam beschikbaar aan de medische wetenschap. Vos overleed in 1989 op 88-jarige leeftijd, ook hij stelde zijn lichaam ter beschikking aan de medische wetenschap.